# Polinomio simétrico elemental
En matemáticas, específicamente en álgebra conmutativa, los polinomios simétricos elementales son un tipo de elementos básicos que permiten descomponer polinomios simétricos, en el sentido de que cualquier polinomio simétrico puede expresarse como un polinomio en términos de polinomios simétricos elementales. Es decir, cualquier polinomio simétrico P puede expresarse utilizando únicamente sumas y multiplicaciones de constantes y polinomios simétricos elementales. Existe un polinomio simétrico elemental de grado d en n variables para cada número entero no negativo d ≤ n, y se forma sumando todos los productos distintos de d variables distintas. 

## Definición
Los polinomios simétricos elementales en n variables X1, …, Xn, escritos ek(X1, …, Xn) para k = 0, 1, …, n, están definidos por 
{\displaystyle {\begin{aligned}e_{0}(X_{1},X_{2},\dots ,X_{n})&=1,\\[10pt]e_{1}(X_{1},X_{2},\dots ,X_{n})&=\sum _{1\leq j\leq n}X_{j},\\e_{2}(X_{1},X_{2},\dots ,X_{n})&=\sum _{1\leq j<k\leq n}X_{j}X_{k},\\e_{3}(X_{1},X_{2},\dots ,X_{n})&=\sum _{1\leq j<k<l\leq n}X_{j}X_{k}X_{l},\\\end{aligned}}}
y así sucesivamente, terminando con 
{\displaystyle e_{n}(X_{1},X_{2},\dots ,X_{n})=X_{1}X_{2}\cdots X_{n}.}
En general, para k ≥ 0, se define 
{\displaystyle e_{k}(X_{1},\ldots ,X_{n})=\sum _{1\leq j_{1}<j_{2}<\cdots <j_{k}\leq n}X_{j_{1}}\dotsm X_{j_{k}},}
de modo que ek(X1, …, Xn) = 0 si k > n. 
Por lo tanto, para cada número entero no negativo k menor o igual que n existe exactamente un polinomio simétrico elemental de grado k en n variables. Para formar el que tiene grado k, se toma la suma de todos los productos de k-subconjuntos de las n variables. Por el contrario, si se realiza la misma operación usando múltiples conjuntos de variables, es decir, tomando variables con repetición, se obtienen los polinomios simétricos homogéneos completos). 
Dada una partición entera (es decir, una secuencia finita no creciente de enteros positivos) λ = (λ1, …, λm), se define el polinomio simétrico eλ(X1, …, Xn), también llamado polinomio simétrico elemental, por 
{\displaystyle e_{\lambda }(X_{1},\dots ,X_{n})=e_{\lambda _{1}}(X_{1},\dots ,X_{n})\cdot e_{\lambda _{2}}(X_{1},\dots ,X_{n})\cdots e_{\lambda _{m}}(X_{1},\dots ,X_{n})}.
A veces se usa la notación σk lugar de ek. 

## Ejemplos
A continuación se enumeran los n polinomios simétricos elementales para los primeros cuatro valores positivos de n (en todos los casos, e0 = 1 también es uno de los polinomios). 
Para n = 1: 
{\displaystyle e_{1}(X_{1})=X_{1}.}
Para n = 2: 
{\displaystyle {\begin{aligned}e_{1}(X_{1},X_{2})&=X_{1}+X_{2},\\e_{2}(X_{1},X_{2})&=X_{1}X_{2}.\,\\\end{aligned}}}
Para n = 3 : 
{\displaystyle {\begin{aligned}e_{1}(X_{1},X_{2},X_{3})&=X_{1}+X_{2}+X_{3},\\e_{2}(X_{1},X_{2},X_{3})&=X_{1}X_{2}+X_{1}X_{3}+X_{2}X_{3},\\e_{3}(X_{1},X_{2},X_{3})&=X_{1}X_{2}X_{3}.\,\\\end{aligned}}}
Para n = 4: 
{\displaystyle {\begin{aligned}e_{1}(X_{1},X_{2},X_{3},X_{4})&=X_{1}+X_{2}+X_{3}+X_{4},\\e_{2}(X_{1},X_{2},X_{3},X_{4})&=X_{1}X_{2}+X_{1}X_{3}+X_{1}X_{4}+X_{2}X_{3}+X_{2}X_{4}+X_{3}X_{4},\\e_{3}(X_{1},X_{2},X_{3},X_{4})&=X_{1}X_{2}X_{3}+X_{1}X_{2}X_{4}+X_{1}X_{3}X_{4}+X_{2}X_{3}X_{4},\\e_{4}(X_{1},X_{2},X_{3},X_{4})&=X_{1}X_{2}X_{3}X_{4}.\,\\\end{aligned}}}

## Propiedades
Los polinomios simétricos elementales aparecen cuando se expande una factorización lineal de un polinomio monoico: se obtiene la identidad 
{\displaystyle \prod _{j=1}^{n}(\lambda -X_{j})=\lambda ^{n}-e_{1}(X_{1},\ldots ,X_{n})\lambda ^{n-1}+e_{2}(X_{1},\ldots ,X_{n})\lambda ^{n-2}+\cdots +(-1)^{n}e_{n}(X_{1},\ldots ,X_{n}).}
Es decir, cuando se sustituyen los valores numéricos por las variables X1, X2, …, Xn, se obtiene el polinomio univariado monoico (con la variable λ ) cuyas raíces son los valores sustituidos por X1, X2, …, Xn y cuyos coeficientes salvo su signo, son los de los polinomios simétricos elementales. Estas relaciones entre las raíces y los coeficientes de un polinomio se llaman fórmulas de Vieta. 
El polinomio característico de una matriz cuadrada es un ejemplo de aplicación de las fórmulas de Vieta. Las raíces de este polinomio son los valores propios de la matriz. Cuando se sustituyen estos valores propios en los polinomios simétricos elementales, se obtiene, salvo su signo, los coeficientes del polinomio característico, que son invariantes de la matriz. En particular, la traza (la suma de los elementos de la diagonal) es el valor de e1 y, por lo tanto, la suma de los valores propios. De manera similar, el determinante es, hasta el signo, el término constante del polinomio característico; más precisamente, el determinante es el valor de en. Por lo tanto, el determinante de una matriz cuadrada es el producto de los valores propios. 
El conjunto de polinomios simétricos elementales en n variables genera el anillo de polinomios simétricos en n variables. Más específicamente, el anillo de polinomios simétricos con coeficientes enteros es igual al anillo polinómico integral ℤ[e1(X1, …, Xn), …, en(X1, …, Xn)] (véase más abajo una declaración más general y la demostración). Este hecho es uno de los fundamentos de la teoría de invariantes. Para otros sistemas de polinomios simétricos con una propiedad similar, véase polinomios simétricos de suma de potencia y polinomios simétricos homogéneos completos. 

## Teorema fundamental de los polinomios simétricos
Para cualquier anillo conmutativo A, denótese el anillo de polinomios simétricos en las variables X1, …, Xn con coeficientes en A por A[X1, …, Xn]Sn. Este es un anillo polinómico en los n polinomios simétricos elementales ek(X1, …, Xn) para k = 1, …, n (téngase en cuenta que e0 no se encuentra entre estos polinomios; dado que e0 = 1, no puede ser miembro de ningún conjunto de elementos algebraicamente independientes). 
Esto significa que cada polinomio simétrico P(X1, …, Xn) ∈ A[X1, …, Xn]Sn tiene una representación única 
{\displaystyle P(X_{1},\ldots ,X_{n})=Q{\big (}e_{1}(X_{1},\ldots ,X_{n}),\ldots ,e_{n}(X_{1},\ldots ,X_{n}){\big )}}
para algunos polinomios Q ∈ A[Y1, …, Yn]. Otra forma de decir lo mismo es que el homomorfismo de anillo que aplica Yk sobre ek(X1, …, Xn) para k = 1, …, n define un isomorfismo entre A[Y1, …, Yn] y A[X1, …, Xn]Sn. 

### Demostración esquemática
El teorema puede probarse para polinomios homogéneos simétricos mediante una doble inducción matemática con respecto al número de variables n, y para n fijo, con respecto al grado del polinomio homogéneo. El caso general se aborda dividiendo un polinomio simétrico arbitrario en sus componentes homogéneos (que nuevamente son simétricos). 
En el caso n = 1 el resultado es obvio, porque cada polinomio en una variable es automáticamente simétrico. 
Supóngase ahora que el teorema ha sido probado para todos los polinomios para m < n variables y todos los polinomios simétricos en n variables con grado < d. Cada polinomio simétrico homogéneo P en A[X1, …, Xn]Sn puede descomponerse como una suma de polinomios simétricos homogéneos
{\displaystyle P(X_{1},\ldots ,X_{n})=P_{\text{lagunar}}(X_{1},\ldots ,X_{n})+X_{1}\cdots X_{n}\cdot Q(X_{1},\ldots ,X_{n}).}
Aquí, la "parte lagunar" Plagunar se define como la suma de todos los monomios en P que contienen solo un subconjunto propio de las n variables X1, …, Xn, es decir, donde falta al menos una variable Xj. 
Debido a que P es simétrico, la parte lagunar está determinada por sus términos que contienen solo las variables X1, …, Xn − 1, es decir, que no contienen Xn. Más precisamente: si A y B son dos polinomios simétricos homogéneos en X1, …, Xn que tienen el mismo grado, y si el coeficiente de A antes de cada monomio que contiene solo las variables X1, …, Xn − 1 es igual al coeficiente correspondiente de B, entonces A y B tienen partes lagunares iguales. Esto se debe a que cada monomio que puede aparecer en una parte lagunar debe carecer de al menos una variable y, por lo tanto, puede transformarse mediante una permutación de las variables en un monomio que contiene solo las variables X1, …, Xn − 1. 
Pero los términos de P que contienen solo las variables X1, …, Xn − 1 son precisamente los términos que sobreviven a la operación de establecer Xn en   0, luego su suma es igual a P(X1, …, Xn − 1, 0), que es un polinomio simétrico en las variables X1, …, Xn − 1 que se denotan como P̃(X1, …, Xn − 1). Por el supuesto inductivo, este polinomio se puede escribir como 
{\displaystyle {\tilde {P}}(X_{1},\ldots ,X_{n-1})={\tilde {Q}}(\sigma _{1,n-1},\ldots ,\sigma _{n-1,n-1})}
para alguna Q̃. Aquí el doblemente indexado σj,n − 1 denota los polinomios simétricos elementales en n − 1 variables. 
Considérese ahora el polinomio 
{\displaystyle R(X_{1},\ldots ,X_{n}):={\tilde {Q}}(\sigma _{1,n},\ldots ,\sigma _{n-1,n})\ .}
Entonces, R(X1, …, Xn) es un polinomio simétrico en X1, …, Xn, del mismo grado que Plagunar, que satisface 
{\displaystyle R(X_{1},\ldots ,X_{n-1},0)={\tilde {Q}}(\sigma _{1,n-1},\ldots ,\sigma _{n-1,n-1})=P(X_{1},\ldots ,X_{n-1},0)}
(la primera igualdad se cumple porque estableciendo Xn a 0 en σj,n resulta σj,n − 1, para todo j < n ). En otras palabras, el coeficiente de R antes de cada monomio que contiene solo las variables X1, …, Xn − 1 es igual al coeficiente correspondiente de P. Como es sabido, esto muestra que la parte lagunar de R coincide con la del polinomio original P. Por lo tanto, la diferencia P − R no tiene una parte lagunar, y por lo tanto, es divisible por el producto X1···Xn de todas las variables, que es igual al polinomio simétrico elemental σn,n. Entonces, escribiendo P − R = σn,nQ, el cociente Q es un polinomio simétrico homogéneo de grado menor que d (de hecho, de grado a lo sumo d − n) que por el supuesto inductivo puede expresarse como un polinomio en funciones elementales simétricas. Combinando las representaciones para P − R y R se encuentra una representación polinómica para P. 
La singularidad de la representación se puede demostrar inductivamente de manera similar, porque es equivalente al hecho de que los n polinomios e1, …, en son algebraicamente independientes sobre el anillo A. El hecho de que la representación polinómica sea única implica que A[X1, …, Xn]Sn es isomorfo a A[Y1, …, Yn]. 

### Prueba alternativa
La siguiente prueba también es inductiva, pero no involucra otros polinomios que no sean simétricos en X1, …, Xn, y también conduce a un procedimiento bastante directo para escribir efectivamente un polinomio simétrico en función de polinomios simétricos elementales. Su póngase que el polinomio simétrico es homogéneo de grado d; sus diferentes componentes homogéneos se pueden descomponer por separado. Ordénense lexicográficamente los monomios en las variables Xi , donde las variables individuales están ordenadas de forma que X1 > … > Xn, en otras palabras, el término dominante de un polinomio es uno con la potencia más alta de X1, y entre aquellos con la potencia más alta de X2, etc. Además, se deben parametrizar todos los productos de polinomios simétricos elementales que tienen un grado d (que de hecho, son homogéneos) de la siguiente manera por particiones de d. Ordénense los polinomios simétricos elementales individuales ei(X1, …, Xn) en el producto para que los que tienen los índices i más grandes aparezcan primero, y luego se debe construir para cada uno de estos factores una columna de cajas i y organizar las columnas de izquierda a derecha para formar un diagrama de Young contenjendo d cajas en total. La forma de este diagrama es una partición de d, y cada partición λ de d surge exactamente para un producto de polinomios simétricos elementales, que se denota como eλt (X1, …, Xn ) (la t está presente solamente porque tradicionalmente este producto está asociado a la partición de transposición de λ). El ingrediente esencial de la prueba es la siguiente propiedad simple, que utiliza la notación de múltiples índices para monomios en las variables Xi: 
Lema: El término principal de eλt (X1, …, Xn) es X λ
Prueba: El término principal del producto es el producto de los términos principales de cada factor (esto es cierto cuando se usa un orden monomial, como el orden lexicográfico utilizado aquí), y el término principal del factor ei(X1, …, Xn) es claramente X1X2···Xi. Para contar las ocurrencias de las variables individuales en el monomio resultante, se debe llenar la columna del diagrama de Young correspondiente al factor relacionado con los números 1, …, i de las variables. Entonces, todos los cuadros en la primera fila contienen 1, los de la segunda fila 2, y así sucesivamente, lo que significa que el término principal es X λ.
Ahora se prueba por inducción en el monomio principal en orden lexicográfico, que cualquier polinomio simétrico homogéneo distinto de cero P de grado d puede escribirse como un polinomio mediante polinomios simétricos elementales. Como P es simétrico, su monomio principal tiene exponentes débilmente decrecientes, por lo que es X λ con λ una partición de d. Sea el coeficiente de este término c. Entonces P − ceλt (X1, …, Xn) es cero o un polinomio simétrico con un monomio principal estrictamente más pequeño. Escribiendo esta diferencia inductivamente como un polinomio en los polinomios simétricos elementales, y agregando de nuevo ceλt (X1, …, Xn), se obtiene la expresión polinómica buscada para P. 
El hecho de que esta expresión es única, o equivalente a que todos los productos (monomios) eλt (X1, …, Xn) de polinomios simétricos elementales son linealmente independientes, también se demuestra fácilmente. El lema muestra que todos estos productos tienen monomios principales diferentes, y esto es suficiente: si una combinación lineal no trivial de eλt (X1, …, Xn) fuera cero, se observa la contribución en la combinación lineal con coeficiente distinto de cero y con (como polinomio en las variables Xi) el monomio principal más grande; el término principal de esta contribución no puede ser cancelado por ninguna otra contribución de la combinación lineal, lo que produciría una contradicción. 